# Pterolophia ferrugata
Pterolophia ferrugata là một loài bọ cánh cứng trong họ Cerambycidae.